# Tulipa celsiana
Tulipa celsiana là một loài thực vật có hoa trong họ Liliaceae. Loài này được DC. miêu tả khoa học đầu tiên năm 1803.